# Johannes van Vloten

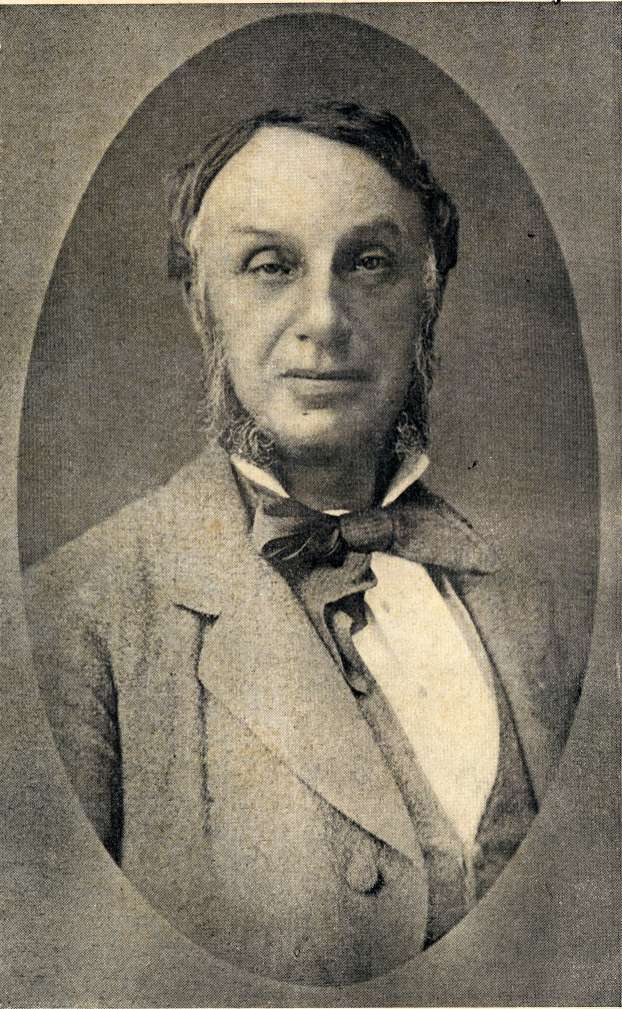
Johannes van Vloten.

Johannes van Vloten,  född den 18 januari 1818 i Kampen, död den 21 september 1883 i Haarlem, var en holländsk litteraturhistoriker. Han var far till Gerlof van Vloten. 
van Vloten studerade teologi och litteratur i Leiden, var 1842-1846 gymnasielärare i Rotterdam, blev 1854 efter Jonckbloet professor i nederländska språket och litteraturen vid Atheneum i Deventer, måste 1867 avgå på grund av sin antiteologiska hållning och levde sedan som skriftställare i Bloemendal vid Haarlem. 
van Vloten utvecklade, i början tillsammans med Potgieter och Multatuli, outtröttlig verksamhet som banbrytare för 1840-talets liberalism och friare åskådningar inom samhällsliv och litteratur samt som bekämpare av den ensidiga facklärdomen, men invecklade sig genom subjektiv och polemisk läggning och växande avoghet mot teologin, särskilt den så kallade modernismen, i allt bittrare fejder.
Till detta kom att hans otillförlitlighet som textutgivare utsatte honom för berättigad kritik. Han bekämpade i Over de leer der hervormde kerk (1849) den reformerta kyrkoläran, utgav skrifter om radikalismen, om arbetarföreningar, fattigvård och folkbeväpning med mera, skrev en studie över filosofen Spinoza och en handbok i estetik, båda de första i sitt slag i Holland,
Han offentliggjorde vidare litteraturhistoriska antologier, handböcker och stridsskrifter, i vilka han påvisade brister och luckor i Jonckbloets forskning, monografier och editioner av Cats, Vondel, Huygens, Bilderdijk, Elisabeth Wolf-Bekker med flera författare. Hans kritiska edition av Vondel ådrog honom en process för plagiat, medan hans upplaga av skalden P.C. Hoofts brev blev av beståndande värde. 
Därtill kom historiska arbeten, till exempel om det nederländska frihetskriget mot Spanien, och fortsatte från 1648 efter W.G. Bril J.P. Arends Algemeene geschiedenis des vaderlands (1875-82). Hans fullständiga bibliografi finns i Frederiks och van den Brandens Biografisen woordenboek.